# Матфей (Семашко)
Епи́скоп Матфе́й (пол. Biskup Mateusz, в миру Константи́н Ио́сифович Сема́шко; 1894, Люблинская губерния — 1985, Лондон) — епископ Константинопольской православной церкви, епископ Аспендский, викарий Фиатирской архиепископии, глава Польской православной церкви заграницей в юрисдикции Константинопольского патриархата.

## Биография
Родился в селе Бабицы, Змаостского уезда Люблинской губернии 22 октября 1894 года.
Окончил Волынскую Духовную семинарию (1913), Историко-филологический институт имени князя Безбородко в Нежине и Сергиевское артиллерийское училище в Киеве.
Участник Первой мировой войны. В время Гражданской войны служил артиллеристом в Добровольческой Армии Деникина. Участвовал в польско-советской войне на польской стороне.
В 1921 году возведён в сан диакона и священника. В 1922 получил назначение на приход в Тарногроде.
Способствовал использованию польского языка вместо церковнославянского в богослужении.
В 1925—1932 годы — настоятель церкви в Кракове. С 1929 года — благочинный Краковского округа. В 1932—1935 годы — настоятель Преображенской церкви во Львове и благочинный Львовского округа. В 1936 году возведён в сан протоиерея.
В 1936—1939 годы — профессор гомилетики на богословском факультете Варшавского университета.
В условиях надвигающейся войны польские власти решили ускорить ополячивание православной церковной жизни в стране. Для этого в 1938 году были избраны новые архиереи, считавшие себя «православными поляками» в противоположность украинцам, белорусам и русским, составлявшим большинство паствы Польской Православной Церкви.
В ноябре 1938 года в Почаевской Лавре пострижен в монашество с именем Матфей и возведён в сан архимандрита.
29 ноября того же года рукоположен во епископа Браславского, викария Виленской епархии. Хиротонию совершили митрополит Варшавский и всея Польши Дионисий (Валединский), архиепископ Полесский и Пинский Александр (Иноземцев), архиепископ Волынский и Кременецкий Алексий (Громадский), епископ Гродненский Савва (Советов). Рукоположение было совершено под давлением польских властей, стремившихся полонизировать православных (главном образом украинцев, белорусов и русинов).
В 1939 году, после вступления Красной Армии в Польшу, эмигрировал через Литву в Латвию. Вскоре переехал во Францию.
В 1941—1942 годах — настоятель Свято-Рождественской церкви в Монруже (под Парижем).
В 1942—1945 годы — настоятель Свято-Николаевской церкви в Булонь-Бийанкуре.
Вступил в Польские Вооруженные Силы на Западе (PSZnZ), был заместителем православного полевого ординария PSZnZ архиепископа Саввы (Советова).
31 декабря 1944 года переехал в Лондон. Когда митрополит Евлогий (Георгиевский) вернулся под омофор Московского патриарха, епископ Матфей вместе с архиепископом Саввой (Советовым) организовали «Польскую Православную Церковь Заграницей» в юрисдикции Константинопольского Патриархата.
В 1951 году после смерти архиепископа Саввы стал во главе Польской православной церкви заграницей.
В 1951—1984 годы — настоятель Польской православной церкви в Лондоне. Окормлял ветеранов PSZnZ православного вероисповедания.
В 1961 году был подчинён, как викарий, Эстонской Православной Церкви Константинопольского Патриархата, однако владыка Матфей также продолжал действовать как единственный архиерей «Польской Православной Церкви Заграницей».
С 13 апреля 1978 года, в связи с упразднением Эстонской Церкви Константинопольского Патриархата, был определён епископом Аспендским, викарием Фиатирской архиепископии.
Скончался 13 марта 1985 года в Лондоне. Похоронен на Бромптонском кладбище.